# Brignoliella maoganensis
Espèce
Brignoliella maoganensis est une espèce d'araignées aranéomorphes de la famille des Tetrablemmidae.

## Distribution
Cette espèce est endémique de Hainan en Chine,,.

## Description
Les mâles mesurent de 1,30 à 1,39 mm et les femelles de 1,40 à 1,48 mm.

## Étymologie
Son nom d'espèce, composé de maogan et du suffixe latin -ensis, « qui vit dans, qui habite », lui a été donné en référence au lieu de sa découverte, Maogan.

## Publication originale
- Tong & Li, 2008 : Tetrablemmidae (Arachnida, Araneae), a spider family newly recorded from China. Organisms, Diversity & Evolution, vol. 8, p. 84-98.